# Operación Lince Norte
La Operación Lince Norte fue un operativo militar que llevó a cabo la SEDENA, entre el 16 de julio y el 4 de agosto de 2011, en los estados de Coahuila, Nuevo León, Tamaulipas y San Luis Potosí.
Durante el operativo militar se repelieron un total de 26 agresiones del crimen organizado.

## Aseguramientos
- 1,217 armas de fuego
- 3.3 toneladas de marihuana
- 39 mil 700 dólares
- 260 vehículos
- 188 equipos de comunicación
- 14 inmuebles